# Padang Kelele
Padang Kelele is een bestuurslaag in het regentschap Aceh Barat Daya van de provincie Atjeh, Indonesië. Padang Kelele telt 647 inwoners (volkstelling 2010).